# 王莉雯
王莉雯（1977年3月4日—），台灣編劇，畢業於國立臺北藝術大學電影創作學系碩士班（主修電影編劇）。曾任電視台企劃、旅遊叢書撰稿人，之後為專職影劇編劇。曾以《三十秒過後》、《搖滾保姆》、《曉之春》三度入圍金鐘獎第44、45、49屆最佳迷你劇集劇本獎。曾以電影《翻滾吧！阿信》入圍第48屆金馬獎最佳原著編劇獎。電影編劇作品《翻滾吧！阿信》、《強大的皮卡丘》分別獲文化部優良電影劇本佳作與特優獎。2018年以電影劇本《引爆點》獲文化部優良電影劇本首獎。

## 編劇作品
- 2021《神之鄉》 (電視劇)
- 2019《最乖巧的殺人犯》(與廖柏茗合編)(電影)
- 2018《引爆點》
  - 榮獲106年度文化部優良電影劇本獎首獎
- 2015《尋物少女》 (電視電影)
  - 本片入圍2015年金鐘獎
  - 迷你劇集／電視電影獎剪輯獎 - 蘇珮儀
  - 迷你劇集／電視電影獎攝影獎 - 李鳴
- 2014《徵婚啟事》
- 2013《海倫她媽》
- 2013《阿嬤的夢中情人》(電影長片，原著劇本構成)
- 2013《三朵花純理髮》 (公共電視人生劇展)
  - 本片入圍2013年金鐘獎
  - 攝影獎 林君陽
  - 剪輯獎 陳振國
  - 燈光獎 鍾瓊婷
  - 美術設計獎 賴勇坤
  - 榮獲2013年金鐘獎最佳燈光獎 鍾瓊婷
- 2012《美麗鏡界》 (公共電視劇情短片)
  - 榮獲2012倫敦Taiwan Cinefest-台灣電影新秀獎
  - 榮獲2012第九屆「全球華語大學生影視獎」"最佳劇作獎"與首獎"年度金獎"
- 2011《翻滾吧！阿信》 (電影長片)
- 2011金馬獎最佳原著劇本入圍
- 2010《搖滾保母》 (公共電視迷你影集)
  - 本片入圍金鐘獎最佳連續劇 , 最佳連續劇編劇
- 2009《我的冒泡屋》 (公共電視人生劇展)
- 2009《三十秒過後》 (公共電視人生劇展)
  - 2009金鐘獎迷你劇集編劇入圍
- 2008《愛瑪的晚宴》 (電影短片)
  - 2009日本 JVC Tokyo Video Festival 優秀作品賞
  - 2009美國 NYC Picture Start Film Festival 最佳攝影、最佳女主角
  - 2009英國 愛丁堡影展短片競賽入圍
  - 2009美國 Newport Beach Film Festival入圍
  - 2009美國 亞美國際影展短片入圍
  - 2008台灣 台北電影節短片入圍
  - 2008香港 亞洲獨立電影節放映
- 2007《夏天到了出去玩吧！》 (公共電視人生劇展)

## 表演作品
- 2013《三朵花純理髮》
  - 飾演 理髮師之一 珍珍
- 2010《父後七日》 (Seven Days in Heaven) (電影長片)
  - 飾演女主角 阿梅
- 2008《波麗士大人》
  - 飾演 桃園縣警察局鑑識課開儀學姊 雅蘭
- 2007《PaPa》 (對面劇坊) (國家戲劇院實驗劇場演出)
  - 飾演 二姐

## 外部連結
- 王莉雯＆莊景燊的Facebook專頁
- 王莉雯 | 安澤映畫有限公司 （页面存档备份，存于）
- 王莉雯在豆瓣上的资料（简体中文）